# Кълъмбъс
Вижте пояснителната страница за други значения на Колумбус.
Кълъмбъс (на английски: Columbus) е град и окръжен център на окръг Франклин, и столица на щата Охайо, САЩ. Кълъмбъс е с население от 905 748 жители (2020). Кълъмбъс е кръстен в чест на Христофор Колумб.
Разположен е в централната част на щата, при сливането на реките Скиото и Оулънтенджи. Климатът в района е умерено континентален със задушни, горещи лета и сухи и студени зими. През лятото е възможна и появата на торнадо, последното по-сериозно от които се е случило на 11 октомври 2006 г.
Регионът на столицата е дом на Battelle Memorial Institute, най-голямата частна фондация за научни изследвания и развитие в света, Химическа реферативна служба, най-голямата в света реферативна служба за химическа информация, и Университета на щата Охайо, един от най-големите университети в Съединените щати. Към 2022 г. районът на Голям Кълъмбъс е дом на централите на шест американски корпорации от списъка Fortune 500: Cardinal Health, American Electric Power, L Brands, Nationwide, Bread Financial и Huntington Bancshares.

## Интересни факти
- В града са снимани много холивудски продукции като „Трафик“, „Мълчанието на агнетата“, „Изкуплението Шоушенк“.
- Местният Кълъмбъс Крю Стейдиъм е първият стадион в САЩ, построен специално за футбол (сокър).
- В края на февруари в града се провежда всяка година професионалния турнир по културизъм „Арнолд Класик“, на който водещ е Арнолд Шварценегер
- Копие на кораба на Колумб „Санта Мария“ в мащаб 1:1 е закотвено на река Сайото в центъра на града.
- Според доклад на ФБР, през 2005 г. в града са извършени 102 убийства, което поставя Кълъмбъс на 9-о място от градовете с население над 500 000 души.
- Първият заселник по тези места Лукас Съливант, през 1797 г. първоначално кръщава селището Франклинтън, тъй като е голям почитател на Бенджамин Франклин.
- В САЩ има още 20 града със същото име.

## Известни личности
Родени в Кълъмбъс
- Дон Айзъл (1930 – 1987), космонавт
- Джошуа Ангрист (р. 1960), икономист
- Мейджъл Барет (1932 – 2008), актриса
- Ричард Бигс (1960 – 2004), актьор
- Лоис Макмастър Бюджолд (р. 1949), писателка
- Алекс Грей (р. 1953), художник
- Хауърд Джоунс (р. 1970), певец
- Хайди Марк (р. 1971), актриса
- Джош Раднър (р. 1974), актьор
- Робърт Стайн (р. 1943), писател
- Луис Физер (1899 – 1977), химик
- Майкъл Форман (р. 1957), космонавт
- Меган Чанс (р. 1959), писателка

Починали в Кълъмбъс
- Джон Глен (1921 – 2016), космонавт
- Пол Тибетс (1915 – 2007), генерал

## Побратимени градове
Списък на побратимените градове:
- Ахмедабад, Индия (2008)
- Генуа, Италия (1955)
- Дрезден, Германия (1992)
- Акра, Гана (2015)
- Оденсе, Дания (1988)
- Куритиба, Бразилия (2014)
- Севиля, Испания (1988)
- Тайнан, Тайван (1980)
- Херцлия, Израел (1996)[5]
- Хъфей, Китай (1988)